# Monsieur Brotonneau
Pour plus de détails, voir Fiche technique et Distribution.
Monsieur Brotonneau est un film français réalisé par Alexander Esway, sorti en 1939.
Il s'agit d'une adaptation de la pièce éponyme de Gaston Arman de Caillavet et Robert de Flers, pièce en trois actes créée au Théâtre de la Porte-Saint-Martin à Paris le 8 avril 1914.

## Synopsis
Monsieur Brotonneau a une femme acariâtre et adultère. Il la quitte pour se mettre en ménage avec sa secrétaire. L'épouse coupable revient repentante et Monsieur Brotonneau la reprend tout en gardant sa maîtresse. L'opinion publique s'émeut. Il doit choisir, il divorce.

## Fiche technique
- Titre : Monsieur Brotonneau
- Réalisateur : Alexander Esway
- Scénario : Marcel Pagnol, d'après la pièce de Gaston Arman de Caillavet et Robert de Flers
- Photographie : Georges Benoît et Roger Ledru
- Montage : Jeanne Rongier et Alexander Esway
- Musique : Vincent Scotto
- Société de production : Films Marcel Pagnol
- Pays de production :  France
- Format : Noir et blanc — 35 mm — 1,37:1 — Son : Mono
- Genre : Comédie dramatique
- Durée : 100 minutes (1 h 40)
- Date de sortie : 
  - France : 4 août 1939

## Distribution
- Raimu : M. Brotonneau
- Josette Day : Louise
- Marguerite Pierry : Thérèse Brotonneau
- Saturnin Fabre : M. de Berville
- Robert Vattier : William Herrer
- Léon Belières : Lardier, l'employé
- Robert Bassac : Friedel
- Pierre Feuillère : Jacques Herrer
- Claire Gérard : Céleste, la bonne
- Jean Témerson : L'huissier